# 拉里薩 (密蘇里州)
拉里薩（英語：Larissa）是位於美國密蘇里州道格拉斯縣的鬼鎮。

## 歷史
拉里薩的郵局於1888年設立，其後於1919年停運。

## 地理
拉里薩所處的海拔為高於海平面285米（即935英呎），而該地所採用的時區為UTC-6，即北美中部時區（CST）。同時該地設有夏令時間，為UTC-6調快一小時，即UTC-5（CDT）。